# Guy Gavriel Kay
Guy Gavriel Kay (Weyburn, Canadá, 7 de novembro de 1954) é um poeta e escritor canadense de fantasia,  ficção científica e ficção histórica. Muitas das suas histórias se passam em reinos fictícios porém muito semelhantes a lugares reais em períodos históricos, como a Itália Renascentista, Constantinopla durante o reinado de Justiniano I ou a Espanha na época de El Cid. Seus livros são comumente vendidos como ficção histórica, mas o autor tem evitado ser caracterizado neste gênero.
Suas obras, tanto no Brasil, quanto em Portugal,  são publicadas pela editora Saída de Emergência. Até 2014, Kay publicou doze romances e um livro de poesia. Ao todo, suas obras foram traduzidas para vinte e cinco línguas, incluindo português, francês, alemão, espanhol e italiano.  

## Obras
- A Tapeçaria Fionavar - no original The Fionavar Tapestry, sobre cinco pessoas da nossa Terra num mundo paralelo, "o primeiro de todos os mundos", em três partes:
  - The Summer Tree (1984)
  - The Wandering Fire (1986), vencedor do Prix Aurora Award de 1987 [1]
  - A senda sombria - no original The Darkest Road (1986)
- Tigana (1990), passado num período inspirado pela Itália renascentista
- A Song for Arbonne (1992), uma modificação de Albigensian Crusade numa Provença medieval, vencedor do Prémio Aurora de 1993
- The Lions of Al-Rassan (1995), se passa num cenário similar a Espanha medieval
- The Sarantine Mosaic, inspirado pelo Bizâncio de Justiniano, em duas partes:
  - Sailing to Sarantium (1998)
  - Lord of Emperors (2000)
- Beyond This Dark House (2003), uma colectânea de poesia
- The Last Light of the Sun (2004), evocando a invasões viquingues durante o reinado de Alfredo de Wessex
- Ysabel (2007), uma fantasia urbana moderna passada em Provença, centrada num adolescente e nos seus encontros com personagens do passado distante. Explicitamente fortemente ligado ao  A Fionavar Tapestry "'
- Under Heaven (27 de Abril de 2010), baseado na Dinastia Tang do século XVIII e os eventos que levaram à Rebelião de An Lushuan
- River of Stars (2 de Abril de 2013), passado na mesma linha histórica de Under Heaven, baseado na Dinastia Sung do século XII e os eventos sobre as Guerras Jin–Sung e a transição do Song norte para o Song sul
- Children of Earth and Sky (Primavera de 2016) está em desenvolvimento. O título foi anunciado no Twitter a 9 de Abril de 2015.